# Meriania claussenii
Meriania claussenii är en tvåhjärtbladig växtart som först beskrevs av Charles Victor Naudin, och fick sitt nu gällande namn av José Jéronimo Triana. Meriania claussenii ingår i släktet Meriania och familjen Melastomataceae. Inga underarter finns listade i Catalogue of Life.